# Little Man (film)
Little Man is een Amerikaanse komediefilm uit 2006 van regisseur Keenen Ivory Wayans. Keenen Ivory Wayans is bekend van films als Scary Movie en White Chicks. Net als in deze films worden de hoofdrollen gespeeld door de broers Marlon Wayans en Shawn Wayans.

## Verhaal
De dwerg Calvin (Marlon Wayans) heeft net met zijn maat Percy (Tracy Morgan) een dure diamant uit een juwelierszaak gestolen. Wanneer de politie achter de twee boeven aangaat, ziet Calvin geen vluchtweg meer. Als laatste redding gooit hij de diamant in de tas van een onbekende Vanessa (Kerry Washington). Wanneer de politie weg is, achtervolgen ze Vanessa naar huis. Daar woont ze samen met haar man Darryl (Shawn Wayans) die erg graag kinderen wil. Dit komt Calvin ook te weten en als middel om de diamant terug te krijgen, verkleedt hij zich als peuter en laat zich te vondeling leggen bij het gezin.
Vanessa en Darryl nemen de peuter in huis en verzorgen hem goed. Op deze manier laat Darryl ook aan Vanessa zien dat hij helemaal klaar is om voor kinderen te zorgen. Wat de twee niet weten is dat hun peuter dus helemaal geen peuter is en hard op zoek gaat naar de diamant. En dat niet alleen, zowel zijn oude maat Percy als de handlangers van Mister W (Chazz Palminteri) zijn op zoek naar de diamant. Dit alles zorgt voor een komisch schouwspel. De humor is het beste te vergelijken met de humor uit de films White Chicks en Scary Movie.

## Rolverdeling
- Marlon Wayans - Calvin
- Shawn Wayans - Darryl
- Tracy Morgan - Percy
- Kerry Washington - Vanessa
- John Witherspoon - Pops
- Lochlyn Munro - Greg
- Fred Stoller - Richard
- Damien Wayans - Officer Wilson
- Gary Owen - Officer Jankowski
- Chazz Palminteri - Walken

## Trivia
- Chazz Palminteri speelt wel vaker een maffiabaas in een komediefilm. Een soortgelijke rol vertolkte hij eerder in de film Analyze This. Dit in tegenstelling tot de film Falcone waarin hij de beroemde Italiaanse onderzoeksrechter Giovanni Falcone speelde die de Siciliaanse Maffia ten onder probeerde te brengen.